# Lista de títulos do Clube de Regatas do Flamengo
Esta é uma lista de títulos do Clube de Regatas do Flamengo nas diversas modalidades praticadas pelo clube.

## Arco e flecha
- Jogos Infantis: 1954, 1966, 1967, 1968, 1969

## Atletismo
Masculino
- Troféu Brasil: 1955, 1956, 1957, 1958, 1959, 1960, 1961, 1962, 1964
- Campeonato Carioca: 1920, 1922, 1926, 1927, 1928, 1929, 1930, 1931, 1936, 1951, 1952, 1954, 1955, 1956, 1957, 1958, 1960, 1961, 1963, 1965, 1967, 1975, 1986, 1987, 1988
- Taça João Cantuária: 1919
- Taça XV de Novembro: 1919, 1920, 1921
- Torneio Interestadual dos 100 metros: 1920
- Campeonato de Pentatlo Clássico: 1921
- Prova Rústica da Lagoa: 1937, 1953
- Prova Rústica do Grajaú: 1952, 1953
- Prova Rústica do Horto Florestal: 1952
- Jogos Infantis: 1955, 1956, 1957, 1958, 1964, 1968
- Troféu Gilberto Cardoso: 1957, 1963, 1965, 1966, 1967, 1968
- Maratona de Roma: 1990
- Maratona de Long Beach: 1992
- II Desafio Estácio de Sá: 1993
- Maratona de San José - Califórnia: 1997
- Taça Adhemar Ferreira da Silva: 1998
- Troféu Aída dos Santos: 2000

Feminino
- Campeonato Carioca: 1961, 1962, 1966, 1967, 1968, 1975, 1976
- Jogos Infantis: 1969
- trofeu Torneio do Rio de Janeiro: 1971

## Basquetebol
Masculino
| Honorários   | Honorários                                  | Honorários | Honorários |
|              | Competição                                  | Títulos    | Temporada |
| ------------ | ------------------------------------------- | ---------- | --- |
|              | Quádrupla coroa                             | 1          | 2014 |
|              | Tríplice coroa                              | 2          | 2009 2019 |
| Mundiais     |                                             |            | |
|              | Competição                                  | Títulos    | Temporada |
|              | Campeonato Mundial Interclubes              | 2          | 2014 e 2022 |
| Continentais |                                             |            | |
|              | Competição                                  | Títulos    | Temporada |
|              | Champions League Américas                   | 1          | 2020-21 |
|              | Liga das Américas                           | 1          | 2014 |
|              | Liga Sul-Americana                          | 1          | 2009 |
|              | Campeonato Sul-Americano de Clubes Campeões | 2          | 1953 |
| Nacionais    |                                             |            | |
|              | Competição                                  | Títulos    | Temporada |
|              | Campeonato Brasileiro                       | 8          | 2008, 2008-09, 2012-13, 2013-14, 2014-15, 2015-16, 2018-19 e 2020-21 |
|              | Copa Super 8                                | 2          | 2018 e 2020-21 |
| Estaduais    |                                             |            | |
|              | Competição                                  | Títulos    | Temporada |
|              | Campeonato Carioca                          | 47         | 1932, 1933, 1934, 1935, 1948, 1949, 1951, 1952, 1953, 1954, 1955, 1956, 1957, 1958, 1959, 1960, 1962, 1964, 1975, 1977, 1982, 1984, 1985, 1986, 1990, 1994, 1995, 1996, 1998, 1999, 2002, 2005, 2006, 2007, 2008, 2009, 2010, 2011, 2012, 2013, 2014, 2015, 2016, 2018, 2019, 2020 e 2021 |

Feminino
 Internacionais
★  Torneio de Chiclayo : 1966.
★  Torneio de Lima : 1966.
★  Troféu Valladolid: 2001.
 Nacionais
★  Torneio Internacional das Estrelas de Piracicaba: 1967 e 1968.
 Estaduais
★  Campeonato Carioca: 1954, 1964, 1965.
★  Copa FBERJ: 1997
★   Copa Eugênia Borer: 1997

## Bocha
- Campeonato Estadual (Masculino - Sul-Americana por Equipes): 1973, 1985, 2001
- Campeonato Estadual (Masculino - Adulto): 1967, 1968, 1969, 1988
- Campeonato Estadual (Masculino - Sul-Americana Individual): 2001
- Campeonato Estadual (Geral - Sul-Americana por Equipes): 1970, 1971, 1975, 1976, 1979, 1983, 1987, 1991, 1993, 1995, 1996, 1998, 2008
- Campeonato Estadual (Geral - Sul-Americana Individual): 1997, 1998, 2008
- Campeonato Estadual (Geral - Sul-Americana de Duplas): 1999, 2008
- Campeonato Estadual (Geral - Sul-Americana de Trios): 1998, 1999, 2000, 2008
- Troféu Eficiência (Geral - Sul-Americana por Equipes): 1996, 1998, 1999
- Copa Tiradentes: 2002

## Boliche
- Campeonato Estadual de Quartetos: 2011

## Canoagem
- Regata Internacional de Mantova: 2012

## Ciclismo
- Jogos da Primavera: 1952
- Jogos Infantis: 1954, 1964, 1965, 1966, 1967, 1968, 1969

## Esgrima
- Campeonato Carioca: 1923, 1928, 1930, 1931, 1932, 1933, 1934, 1935, 1936, 1937 e 1957
- Campeonato Carioca de Sabre: 1929
- Torneio de Florete Juvenil: 1938
- Taça Thomaz Carrilho: 1944
- Troféu Brooks Parker: 1951
- Jogos da Primavera: 1949 e 1952
- Taça Jornal dos Sports: 1954, 1955 e 1957
- Torneio Estreante Individual: 1955
- Troféu Dr. Alaor de Prata: 1955 e 1956
- Troféu Correio da Manhã de Florete Feminino: 1955, 1956 e 1958
- Campeonato de Aspirantes de Espadas Masculino: 1955
- Campeonato de Aspirantes de Florete Masculino: 1955
- Troféu José Alves de Moraes: 1956
- Troféu Aníbal Alves de Bastos: 1956
- Taça Automóvel Clube do Brasil: 1956
- Taça 14 de Julho: 1956
- Prova Dr. Artur Braga Rodrigues Pires: 1956
- Prova Tijuca Tênis Clube: 1956
- Prova Botafogo F.R.: 1956
- Prova Dr. Paulo Antônio Azeredo: 1956
- Troféu Afonso de Castro: 1956
- Campeonato Carioca das Armas da 2ª Categoria: 1957, 1959 e 1960
- Campeonato Carioca Individual de Florete Masculino da 2ª Categoria: 1957
- Prova Federação Paulista de Esgrima de Florete Masculino: 1957
- Campeonato Carioca Infantil Masculino: 1957
- Campeonato Carioca Infantil Feminino: 1957
- Campeonato Carioca Juvenil Masculino: 1957
- Campeonato Carioca Individual Infantil Masculino: 1957
- Campeonato Carioca Individual Infantil Feminino: 1957
- Campeonato Carioca Individual Juvenil Masculino: 1957
- Campeonato Carioca de Sabre Masculino de 2ª Categoria: 1957
- Campeonato Carioca de Sabre por Equipes: 1957
- Troféu Raymond Servaes: 1958
- Troféu Alaor Prata da Segunda Divisão: 1958
- Troféu Mestre João Marques de Sabre Masculino: 1958
- Campeonato Carioca de Sabre Masculino por Equipes: 1959 e 1960
- Campeonato Carioca de Sabre Masculino Individual: 1959 e 1960
- Campeonato do Troféu Heitor de Abreu Soares: 1960
- Torneio Início do Rio de Janeiro: 1961
- Desfile de Abertura da Temporada: 1961
- Troféu Mestre João de Estreantes de Espada: 1961
- Troféu Aguinaldo Santos de Armas: 1961
- Campeonato Carioca de Espada Masculino: 1961
- Campeonato Carioca por Equipes de Espada: 1961
- Torneio Correio da Manhã de Florete Feminino da 2ª Categoria: 1961
- Troféu 20 de Agosto: 1961
- Jogos Infantis: 1966 e 1969

## eSports
- Campeonato Brasileiro de League of Legends: 2019(2ª)
- Desafio CCXP League of Legends: 2018

## Futebol
Masculino
 Campeão invicto
| Mundiais                                | Mundiais                                                    | Mundiais | Mundiais |
|                                         | Competição                                                  | Títulos  | Temporadas |
| --------------------------------------- | ----------------------------------------------------------- | -------- | --- |
|                                         | Copa Intercontinental                                       | 1        | 1981 |
| Continentais                            |                                                             |          | |
|                                         | Competição                                                  | Títulos  | Temporadas |
|                                         | Copa Libertadores da América                                | 3        | 1981, 2019 e 2022 |
|                                         | Recopa Sul-Americana                                        | 1        | 2020 |
|                                         | Copa de Ouro Nicolás Leoz                                   | 1        | 1996 |
|                                         | Copa Mercosul                                               | 1        | 1999 |
| Nacionais                               |                                                             |          | |
|                                         | Competição                                                  | Títulos  | Temporadas |
|                                         | Campeonato Brasileiro                                       | 7        | 1980, 1982, 1983, 1992, 2009, 2019 e 2020 |
|                                         | Copa União                                                  | 1        | 1987[Nota 1] |
|                                         | Copa do Brasil                                              | 5        | 1990, 2006, 2013, 2022 e 2024 |
|                                         | Supercopa Rei (anteriormente Supercopa do Brasil)           | 3        | 2020, 2021 e 2025 |
|                                         | Copa dos Campeões                                           | 1        | 2001 |
| Interestaduais                          |                                                             |          | |
|                                         | Competição                                                  | Títulos  | Temporadas |
|                                         | Torneio Rio-São Paulo                                       | 1        | 1961[Nota2] |
|                                         | Taça dos Campeões Estaduais Rio–São Paulo                   | 1        | 1956 |
| Estaduais                               |                                                             |          | |
|                                         | Competição                                                  | Títulos  | Temporadas |
|                                         | Campeonato Carioca                                          | 39       | 1914, 1915, 1920, 1921, 1925, 1927, 1939, 1942, 1943, 1944, 1953, 1954, 1955, 1963, 1965, 1972, 1974, 1978, 1979, 1979 (especial), 1981, 1986, 1991, 1996, 1999, 2000, 2001, 2004, 2007, 2008, 2009, 2011, 2014, 2017, 2019, 2020, 2021, 2024 e 2025 |
|                                         | Taça Guanabara (torneio independente)                       | 2        | 1970 e 1980 |
|                                         | Copa Rio                                                    | 1        | 1991 |
|                                         | Torneio Início                                              | 6        | 1920, 1922, 1946, 1951, 1952 e 1959 |
|                                         | Torneio Aberto do Rio de Janeiro                            | 1        | 1936 |
|                                         | Torneio Extra                                               | 1        | 1934 |
|                                         | Torneio Relâmpago do Rio de Janeiro                         | 1        | 1943 |
|                                         | Campeonato da Capital                                       | 2        | 1991 e 1993 |
|                                         | Copa Record                                                 | 1        | 2005 |
| Turnos do Campeonato Estadual           |                                                             |          | |
|                                         | Competição                                                  | Títulos  | Temporadas |
|                                         | Taça Guanabara (primeiro turno)                             | 22       | 1972, 1973, 1978, 1979, 1981, 1982, 1984, 1988, 1989, 1995, 1996, 1999, 2001, 2004, 2007, 2008, 2011, 2014, 2018, 2020, 2021 e 2024 |
|                                         | Taça Rio (segundo turno)                                    | 9        | 1983, 1985, 1986, 1991, 1996, 2000, 2009, 2011, 2019 |
|                                         | Turnos do Campeonato Carioca com outros nomes               | 6        | 1974 (Taça Pedro Magalhães Corrêa) 1979 (Taça Luiz Aranha) 1979 (Taça Jorge Frias de Paula) 1979 (Taça Innocêncio Pereira Leal) 1979 (Taça Organizações Globo) 1981 (Taça Sylvio Corrêa Pacheco) 1987 (Taça Euzébio de Andrade)                      |
|                                         | Taça Cidade do Rio de Janeiro (turno do Campeonato Carioca) | 1        | 1978 |
|                                         | Torneio Super Clássicos                                     | 3        | 2013, 2014 e 2015 |
| Aspirantes, Reservas e Segundos Quadros |                                                             |          | |
|                                         | Competição                                                  | Títulos  | Temporadas |
|                                         | Campeonatos Cariocas de Aspirantes/Reservas ou Amadores     | 13       | 1912, 1913, 1914, 1916, 1917, 1918, 1925, 1927, 1931, 1935, 1955, 1956 e 1970 |
|                                         | Taça Fernando Loretti                                       | 3        | 1945, 1946 e 1948 |
|                                         | Taça Lamartine Babo                                         | 1        | 1965 |
|                                         | Torneio Ibsen de Rossi                                      | 1        | 1966 |

- Nota 1 ^  Depois de diversos anos de brigas judiciais sobre quem era de fato o campeão daquela edição do Campeonato Brasileiro, o Supremo Tribunal Federal (STF) em ação transitada em julgado, em março de 2018, definiu o Sport como legítimo campeão de 1987.[6] Porém, a CBF, pelo menos a partir de 2011, defende a divisão do título quando em uma resolução publicada pelo então presidente, Ricardo Teixeira que disse: "foi passado a limpo o futebol brasileiro" e que "queria homenagear todos os jogadores da campanha de 87 e o técnico Carlinhos. Vocês são agora os legítimos campeões de 87, e o Flamengo tem de direito seis títulos (na época) de campeão brasileiro."[7][8] Resolução esta que foi revogada meses depois pela própria CBF, que acatou a decisão da 10ª Vara da Justiça Federal de Primeira Instância da Seção Judiciária de Pernambuco que considerou ilegal a divisão do título.[9][10][11] Em 2015, novamente dividiu o titulo em seu guia oficial, antes em 2012, alegou "erro no material enviado à gráfica".[12] Porém, cabe observar que o reconhecimento de títulos pela CBF vem através de Resoluções de Presidência da mesma,[13][14][15] não através do Guia do Campeonato Brasileiro. O referido Guia traz, inclusive, uma seção de bibliografia, em que constam fontes externas (diversos portais da web), que não são documentos oficiais da CBF.[16] Em 2019, após a conquista do Campeonato Brasileiro pelo Flamengo, a CBF em nota publicada a imprensa disse que acatava a decisão do STF e reconhecia oficialmente o Sport como único campeão brasileiro de 1987, mas "sob o ponto de vista esportivo, o Flamengo é merecedor da designação de heptacampeão brasileiro" (reconhecendo assim, de forma não oficial, o título de 1987 do Flamengo). Tal publicação foi apenas "a título de opinião", não sendo uma resolução oficial de reconhecimento, segundo a entidade, que mostrava assim que não concordava com a decisão judicial de definir o Sport como único campeão daquela edição.[17][18][19][20]

- Nota 2 ^  Em 1940 a competição foi interrompida com Flamengo e Fluminense na liderança, sem que a Confederação Brasileira de Desportos oficializasse o título. Entretanto, os clubes e os jornais da época consideraram o resultado definitivo e declararam Flamengo e Fluminense como os legítimos campeões.[21] O clube atualmente se considera campeão da competição e consta esse título entre suas conquistas.[22]

## Futebol feminino

### Títulos oficiais
Campeão invicto
| Nacionais      | Nacionais             | Nacionais | Nacionais                           |
|                | Competição            | Títulos   | Temporadas                          |
| -------------- | --------------------- | --------- | ----------------------------------- |
|                | Campeonato Brasileiro | 1         | 2016                                |
| Estaduais      |                       |           |                                     |
|                | Competição            | Títulos   | Temporadas                          |
| Rio de Janeiro | Campeonato Carioca    | 5         | 2015, 2016, 2017, 2018, 2019 e 2021 |

### Torneios amistosos
- Torneio da Cidadania: 1995[23]
- Torneio Rio das Ostras: 1999

## Futebol americano
- Conferência George Halas (Torneio Touchdown): 2013
- Conferência Leste (Superliga Nacional): 2016

## Futebol de areia

### Masculino
- Desafio das Areias (Masculino - Adulto): 2012
- Taça Cidade Maravilhosa Internacional (Masculino - Adulto): 2012
- Torneio de Montreal (Masculino - Adulto): 2012
- Copa do Brasil (Masculino - Adulto): 2013
- Campeonato Estadual (Masculino - Adulto): 2019
- Campeonato Brasileiro (Masculino - Sub 23): 2012
- Campeonato Estadual (Masculino - Sub 23): 2012

### Feminino
- Copa do Brasil (Feminino - Adulto): 2012
- Taça Cidade Maravilhosa Internacional (Feminino - Adulto): 2012
- Circuito Nacional (Feminino - Adulto): 2013
- Taça Guanabara (Feminino - Adulto): 2013

## Futebol de botão
- Campeonato Brasileiro (Masculino - 3 Toques): 2009
- Campeonato Estadual (Masculino - 3 Toques): 2009
- Taça Guanabara (Masculino - 3 Toques): 2009
- Taça Rio (Masculino - 3 Toques): 2009
- Campeonato Brasileiro (Masculino - Dadinho): 2012, 2013 e 2015
- Campeonato Estadual (Masculino - Dadinho): 2012, 2013 e 2018
- Campeonato Estadual (Masculino - Bola 12 toques - Master): 2013

## Futebol society
- Campeonato Brasileiro (Masculino): 2011
- Copa do Brasil (Masculino): 2011, 2012 e 2013
- Taça Cidade Olímpica (Masculino): 2012
- Torneio Início (Masculino): 2012
- Torneio Rio-Minas (Masculino): 2012
- Campeonato Estadual (Masculino): 2013
- Copa dos Campeões (Masculino): 2013
- Copa Interclubes (Masculino): 2013 e 2014
- Copa Rio (Masculino): 2013 e 2014
- Desafio Internacional (Masculino): 2013
- Liga Nacional (Masculino): 2013
- Mundial de Clubes (Masculino): 2013

## Futsal
- Campeonato Estadual (Masculino): 2003 e 2008
- Campeonato Metropolitano: 1998 e 2003
- Taça Brasil - Série Zona Sul: 1958
- Torneio Clube Meca (MG): 1997
- Troféu Bernard Rajzman: 1998
- Troféu Cidade de Areial: 1998
- Copa Rio: 2001
- Taça Ricardo Lucena (1º Turno do Campeonato Carioca): 2008
- Campeonato Metropolitano (Feminino): 2008

### Outras categorias
Escolinha
- Copa Oswaldo Cruz: 1976
- Torneio de Aniversário do Campo Grande A.C.: 1976
- Torneio de Aniversário do Clube Maxwel: 1976
- Torneio de Aniversário do Bonsucesso F.C.: 1976

Fraldinha
- Campeonato Estadual: 1984, 1986, 1989, 1991, 2003, 2008 e 2010
- Campeonato Metropolitano: 2001 e 2011

Infantil
- Copa Oswaldo Cruz: 1976
- Torneio Norte-Sul: 1976
- Torneio de Aniversário do Campo Grande A.C.: 1976
- Torneio de Aniversário do Clube Maxwel: 1976
- Torneio de Aniversário do Bonsucesso F.C.: 1976
- Campeonato Estadual: 2000, 2001, 2003 e 2012
- Copa Minas Internacional: 2014

Infanto-juvenil
- Copa Oswaldo Cruz: 1976
- Torneio de Aniversário do Campo Grande A.C.: 1976
- Torneio de Aniversário do Clube Maxwel: 1976
- Torneio de Aniversário do Bonsucesso F.C.: 1976
- I Torneio Aquece Inverno: 1999
- Campeonato Estadual: 1999, 2003 e 2005
- Campeonato Carioca: 2005

Júnior
- Campeonato Estadual: 2013
- Adidas Samba Tour: 2014

Juvenil
- Campeonato Estadual: 1988, 1999, 2000, 2001 e 2008
- Campeão da IV Copa Banco do Brasil: 1995

Mirim
- Torneio Norte-Sul: 1975
- Torneio Norte-Sul: 1976
- Copa Oswaldo Cruz: 1976
- Torneio de Aniversário do Campo Grande A.C.: 1976
- Torneio de Aniversário do Clube Maxwel: 1976
- Campeonato Estadual: 1993, 2003 e 2012

Pré-Mirim
- Campeonato Estadual: 2000, 2001, 2003 e 2007
- Campeonato Metropolitano: 2011

## Futvôlei
- Liga Nacional (Masculino - Adulto): 2012
- Liga Nacional (Feminino - Adulto): 2012, 2013

## Ginástica artística
- Campeonato Brasileiro Adulto Masculino: 1994, 1995
- Campeonato Brasileiro Adulto Feminino: de 1989 a 1991, 1993 a 1997, 1999 a 2001
- Campeonato Brasileiro Absoluto (14 títulos): 1989 a 2002
- Campeonato Brasileiro por Equipes: 2005, 2006, 2007
- Campeonato Brasileiro Juvenil Feminino: 1975, 1990 a 1999, 2001
- Campeonato Brasileiro Juvenil Masculino: 1991
- Campeonato Brasileiro Juvenil: 2005
- Campeonato Brasileiro Infantil Feminino: 1975, 1991, 1996, 1999, 2000, 2004
- Campeonato Brasileiro Infantil Masculino: 1999, 2000, 2004
- Campeonato Brasileiro Infantil: 1998
- Campeonato Brasileiro Infantil A: 2005
- Campeonato Brasileiro Infantil B: 2005
- Campeonato Brasileiro Infantil B Masculino: 1998
- Campeonato Brasileiro Pré-Infantil Nível A: 2008
- Campeonato Estadual Adulto por Equipes: 1975, 1985 a 1994
- Campeonato Estadual Adulto Masculino: 1991, 2000, 2001
- Campeonato Estadual Adulto Feminino: 1991, 1992, 2000, 2001, 2009
- Campeonato Estadual Juvenil Masculino: 1991, 1996, 2000, 2001
- Campeonato Estadual Juvenil Feminino: 1991, 1992, 1996, 2000, 2001, 2009
- Campeonato Estadual Infanto-Juvenil Masculino: 1996
- Campeonato Estadual Infantil Masculino: 1991, 2000, 2001, 2008
- Campeonato Estadual Infantil Feminino: 1991, 1996, 2000, 2001
- Campeonato Estadual Pré-Infantil Masculino: 2008
- Campeonato Estadual Mirim Masculino: 1975, 1991, 2000, 2001
- Campeonato Estadual Mirim Feminino: 1991, 2000, 2001
- Campeonato Estadual Pré-Mirim Feminino: 2000, 2001
- Campeonato Estadual Pré-Mirim Masculino: 2000, 2001
- Campeonato Estadual Masculino 5 a 6 anos: 1999
- Campeonato Estadual Masculino 7 a 8 anos: 1999
- Campeonato Estadual Masculino 9 a 10 anos: 1999
- Campeonato Estadual Masculino 11 a 16 anos: 1999
- Campeonato Estadual Feminino 5 a 6 anos: 1999
- Campeonato Estadual Feminino 7 a 8 anos: 1999
- Campeonato Estadual Feminino 9 a 10 anos: 1999
- Campeonato Estadual Feminino 11 a 16 anos: 1999
- Campeonato Pan-Americano Interclubes Infantil: 1997
- Campeonato Pan-Americano Interclubes Juvenil: 1999
- Campeonato Pan-Americano Interclubes Masculino: 1998
- Campeonato Pan-Americano Interclubes Feminino Adulto: 1999
- Campeonato Pan Americano Feminino: 2000
- Campeonato Sul-Americano Infantil: 1997
- Troféu Eficiência: 1995, 1996, 1997
- Torneio Flamengo x Hungria: 1999
- Torneio Internacional de Marselha (França): 1999, 2001
- Campeonato Sul-Americano da Venezuela: 1999
- Copa Internacional da Austrália: 1999
- Torneio Internacional do Canadá: 2001

## Halterofilismo
- Campeonato Carioca: 1920, 1921, 1922, 1934, 1935, 1936, 1937

## Handebol
- Campeonato Estadual Masculino: 1977, 1978, 1979, 1980, 1993
- Torneio de Santos (SP) Masculino: 1978
- Torneio Sul de Minas Masculino: 1979
- Torneio Vermelho e Preto Masculino: 1979
- Torneio Rio-São Paulo Masculino: 1993
- Torneio de Praia Masculino: 1993
- Campeonato Brasileiro Masculino de 2ª Divisão: 1993
- Torneio Cabo Frio Masculino: 1994

## Hipismo
- Campeonato Estadual: 1958, 1959, 1960, 1962
- Campeonato Carioca de Saltos de Cavaleiros: 1955 (Nelson Pessoa)
- Campeonato Carioca de Saltos por Equipes: 1955
- Jogos Infantis: 1955, 1963, 1965 (feminino), 1966
- Troféu CIA PROPAC: 1956

## Hóquei
- Troféu Moreira Leite: 1954

## Judô
- Campenato Carioca Masculino (13 títulos): 1980, 1981, 1982, 1983, 1984, 1985, 1986, 1987, 1988, 1989, 1990, 1991, 1992
- Campenato Carioca Feminino (16 títulos): 1982, 1983, 1984, 1985, 1986, 1987, 1988, 1989, 1990, 1991, 1992, 1993, 1994, 1995, 1996, 2002
- Super Liga: Judô: 2003
- Campeão Carioca: Faixa Preta Masculino (15 títulos): 1980, 1981, 1982, 1983, 1984, 1985, 1986, 1987, 1988, 1989, 1990, 1991, 1992, 1993, 1999
- Campeão Carioca: Faixa Preta Feminino (8 títulos): 1980, 1981, 1982, 1983,1984, 1985, 1986, 1987.
- Campeão Brasileiro: Faixa Preta Feminino (4 títulos): 1993, 1994, 1995, 1996 (com Rosicleia Cardoso Campos)
- Campeão Sul Americano: Faixa Preta Feminino (3 títulos): 1994, 1995, 1996 (com Rosicleia Cardoso Campos)
- Campeão da Taça Rio: 1985
- Campeão do XL Budokan: 1987
- Campeão Geral do Troféu Dr. Guaracy Fernandes Domingues (V Torneio: Judô): 1987
- Campeão da Copa Akxe: 1991
- Campeão da V Copa Corpore: 1991
- Campeão do Circuito Itaú Senior Faixa Preta 1991
- Campeão do Torneio Vila Sonia Senior 1991
- Campeão do Torneio Abertura: 1996
- Campeão da II Copa Lucca: 1997
- Campeão do VII Torneio Aberto: Leopoldina: 1998
- Campeão da III Copa Lucca: 1998
- Campeão Estadual: Nage-No-Kata: 1999
- Campeão Pan-Americano Senior Meio Leve 1999
- Campeão Sul-Americano Senior Meio Leve 1999
- Campeão Pan-Americano Sub 20 Pesado 1999
- Campeão Pan-Americano Sub 20 Super Ligeiro Feminino 1999
- Campeão Sul-Americano Senior Meio Pesado 1999
- Campeão Sul-Americano Senior Pesado 1999
- Campeão Brasileiro Feminino Médio 1999
- Campeão Estadual Master: 1999
- Campeão Estadual Master Peso Pesado: 1999
- Campeão Estadual Super Master Peso Pesado: 1999
- Campeão do Torneio Tre-Torri (Itália) 2000 com Flavio Canto
- Campeão Sul-Americano Senior Individual: 2000
- Campeão do Torneio Guido Sieni Masculino Individual (Itália): 2000
- Campeão Do Torneio Aberto dos Estados Unidos Masculino individual: 2000
- Circuito Olímpico Peso Leve Feminino (Tânia Ferreira) 2003
- 7ª Copa Internacional de Judô Absoluto: 2003
- Campeão Mundial Master Meio Pesado: 2003 (Denise de Oliveira)
- VII Torneio Beneméritos do Rio de Janeiro
- Troféu Brasil Interclubes: 2007

## Nado sincronizado
- Campeonato Brasileiro Absoluto: 1997, 1998, 1999, 2000, 2001, 2002, 2005, 2006, 2008, 2009, 2010, 2011 e 2012
- Campeonato Brasileiro de Solo: 2001 (Fernanda Monteiro)
- Campeonato Brasileiro de Dueto: 2001 (Fernanda Monteiro e Ticiane Cremona)
- Campeonato Estadual Absoluto: 1992, 1997, 1998, 1999, 2000, 2005, 2008, 2011, 2012 e 2013
- Campeonato Sul-Americano Absoluto: 2001
- Torneio Estadual de Figuras: 2003 e 2009
- Torneio Estadual Temático: 2003 e 2009

### Outras categorias
Sênior A
- Campeonato Brasileiro: 2002, 2010, 2011 e 2012
- Torneio Sul-Sudeste: 2010

Sênior B
- Campeonato Brasileiro: 2011 e 2012

Juvenil
- Torneio Bernardo Barradas: 1980
- Campeonato Brasileiro: 1981, 1986, 1999, 2003, 2004, 2005
- Campeonato Brasileiro por Equipe e Trio: 2005
- Campeonato Estadual: 1986, 1988, 1989, 1992, 2000, 2005, 2010, 2011 e 2012
- Campeonato Estadual por Equipe e Trio: 2005
- Campeonato Estadual de Solo e Dueto: 2005

Juvenil A
- Campeonato Estadual: 1991, 1992, 1999
- Campeonato Brasileiro de Solo: 1999, 2000, 2001
- Campeonato Brasileiro: 2000, 2012

Juvenil B
- Campeonato Brasileiro: 1988, 2000, 2001, 2002
- Campeonato Brasileiro de Solo: 2002
- Campeonato Brasileiro de Dueto: 2001 (Beatriz Leite e Juliana Leite), 2002
- Campeonato Estadual: 1993, 1997, 1998

Júnior
- Campeonato Brasileiro: 2006, 2007, 2008
- Campeonato Estadual: 2006, 2008, 2009, 2012

Júnior A
- Campeonato Brasileiro: 2009 e 2012

Infantil
- Campeonato Estadual: 1979, 1996, 2000, 2005
- Campeonato Estadual de Inverno: 1996
- Campeonato Brasileiro: 1981, 1986, 1997
- Campeonato Brasileiro de Inverno: 1996, 2002

Infantil A
- Campeonato Estadual: 2003

Infantil B
- Campeonato Brasileiro: 2002, 2003, 2004
- Campeonato Estadual: 2001, 2002, 2003, 2004
- Campeonato Estadual de Inverno: 2003

Estreantes
- Campeonato Brasileiro: 1996

## Natação
- Campeonato Estadual (37 títulos): 1928, 1930, 1938 (2 vezes) a 1940, 1968, 1969, 1971, 1973, 1976, 1979 a 1998, 2001 a 2004, 2007 e 2011
- Circuito Carioca Absoluto (3 títulos): 1993 (masculino e feminino) e 1999 (masculino)
- Copa Rio Absoluto (Campeonato Estadual de Inverno) (22 títulos) : 1976, 1979 a 1997, 2001, 2002
- Troféu Maria Lenk (Campeonato Brasileiro de Verão) (13 títulos) : 1968, 1980 a 1987, 1989, 1991, 2002 e 2012
- Troféu José Finkel (Campeonato Brasileiro de Inverno) (12 títulos): 1977, 1980 a 1987, 1990, 2001 e 2002
- Campeão Carioca de Inverno (4 títulos): 1991, 1996, 1997 e 2003
- Prova Coelho Neto (conquista do nadador Guilherme Catramby): 1926
- Prova Dr. Geremário Dantas (conquista do nadador José Augusto Santos Silva): 1926
- Prova Antunes de Figueiredo (3 títulos): 1928, 1929 e 1930
- Torneio Carioca Masculino: 1942
- Taça Clube de Natação e Regatas: 1947
- Prova Clássica Prefeitura de Niterói (Masculino): 1955
- I Travessia da Enseada do Guarujá: 1968
- Troféu Wadih Helu: 1968
- XVII Torneio: 1982
- Torneio Abertura: 1982
- Copa Mesbla: 1985 e 1990
- Circuito Estadual Feminino: 1993
- Torneio Nacional FARJ 100 anos: 1997
- Travessia de Itaipu: 1999
- Copa Mercosul: 2000, 2001
- Campeonato de Natação para Deficientes: 2003

### Outras categorias
Aspirantes
- Campeonato Estadual: 1967/1968, 1968/1969, 1969 e 1980

Aspirantes A
- XI Torneio do Rio de Janeiro: 1982

Infantil
- Campeonato dos Jogos Infantis: 1954, 1966, 1967, 1968 e 1969
- Campeonato Carioca: 1966
- Torneio Abertura: 1982
- Campeonato Brasileiro de Inverno (Troféu Ruben Dinard de Araújo): 1984, 1985, 1986, 1994 e 2002
- Campeonato Brasileiro (Troféu Maurício Becken): 1984, 1985, 1986, 1994 e 2002
- Festival Sudeste (Troféu Assis Chateaubriand): 1992, 1995 e 1999
- Campeonato Estadual de Inverno: 1996
- Campeonato Estadual: 1996
- Copa Rio: 1999
- Copa Rio Feminino: 1999
- Campeonato Estadual: 1999
- Campeonato Estadual Feminino: 1999
- Copa Mercosul: 2000

Infantil A
- XVIII Torneio do Rio de Janeiro: 1982
- Campeonato Estadual: 1990

Infanto-juvenil
- Campeonato Estadual: 1966/1967, 1967/1968 e 1968/1969

Júnior
- Troféu Júlio Delamare (Campeonato Brasileiro de Verão): 1981, 1982, 1983, 1984, 1985, 1986 e 1987
- Troféu Tancredo Almeida Neves (Campeonato Brasileiro de Inverno): 1987, 1993, 1994, 1997 e 1999
- Campeonato Estadual: 1997, 1998, 1999, 2001, 2002 e 2005
- Campeonato Estadual de Verão: 2007, 2011, 2012 e 2014
- Campeonato Estadual de Inverno: 2011, 2012 e 2014

Júnior I
- Circuito Estadual Masculino: 1993
- Circuito Estadual Feminino: 1993
- Campeonato Brasileiro: 1996
- Circuito FARJ 100 anos: 1997
- Campeonato Carioca Feminino: 1997
- Torneio Sudeste/Centro-Oeste: 1999

Júnior II
- Circuito Estadual Masculino: 1993
- Circuito Estadual Feminino: 1993
- Campeonato Brasileiro (Taça Sprite): 1993
- Campeonato Estadual: 1996
- Circuito FARJ 100 anos Feminino: 1997
- Campeonato Brasileiro de Inverno (Troféu Tancredo Almeida Neves): 1997
- Campeonato Estadual Feminino de Inverno: 1997
- Torneio Sudeste/Centro-Oeste: 1999

Juvenil
- Campeonato Carioca 1966/1967, 1967/1968 e 1968/1969
- Campeonato Estadual: 1980, 1991 (categorias A e B), 1996, 1999 e 2005
- Campeonato Estadual de Inverno: 1991 (categorias A e B), 2000 e 2011
- Campeonato Estadual de Verão: 2011 e 2012
- Campeonato Estadual Masculino: 1999
- Campeonato Estadual Feminino: 1999
- Campeonato Brasileiro de Inverno: 1995 e 2000 (Troféu Daltely Guimarães)
- Torneio Abertura: 1982
- Festival Sudeste (Troféu Assis Chateaubriand): 1992, 1995 e 1999
- Campeonato Brasileiro (Troféu Carlos de Campos Sobrinho): 1993, 1996, 1997 e 1999
- Campeonato Brasileiro Feminino de Inverno: 1996
- Copa Rio: 1999
- Copa Rio Masculino: 1999
- Copa Rio Feminino: 1999

Juvenil B
- Campeonato Estadual: 1989 e 1992

Master
- Campeonato Estadual de Inverno: 2006 e 2009
- Campeonato Estadual de Verão: 2007 e 2008
- Campeonato Estadual: 1999, 2002 e 2007

Mirim
- Festival Sudeste: 1991 (Inverno), 1995 (Inverno), 1995 (Verão), 1996 (Inverno), 1996 (Verão) e 2013
- Campeonato Estadual: 2010 (Verão), 2012 (Verão), 2013 (Inverno) e 2013 (Verão)
- Torneio Ruy Essucy: 2012 (Verão), 2013 (Verão) e 2014 (Verão)

Mirim I
- I Torneio Centro Oeste-Sudeste: 1991

Mirim II
- I Torneio Centro Oeste-Sudeste: 1991

Petiz
- Campeonato Carioca: 1968/1969
- Festival Sudeste de Inverno: 1996 e 1997
- Festival Sudeste de Verão: 1996 e 1997
- Torneio Ruy Essucy: 2011 (Inverno), 2012 (Inverno), 2012 (Verão), 2013 (Inverno), 2014 (Inverno) e 2014 (Verão)
- Torneio Abertura: 2011 e 2012

Petiz I
- Campeonato Estadual: 1992, 1996 e 1999
- Campeonato Estadual de Inverno: 1996
- Festival Sudeste de Inverno: 1997
- Festival Sudeste de Verão: 1997
- Campeonato Estadual Masculino: 1999

Petiz II
- Campeonato Estadual: 1992, 1996 e 1997
- Campeonato Estadual de Inverno: 1996
- Campeonato Estadual de Verão: 1996
- Campeonato Estadual Feminino: 1997
- Festival Sudeste de Inverno: 1997
- Festival Sudeste de Verão: 1997
- Copa Rio Feminino: 1999

Sênior
- Campeonato Brasileiro de Inverno (Troféu Daltely Guimarães): 1999 e 2002
- Torneio Sudeste/Centro-Oeste: 1999
- Copa Mercosul: 2000
- Campeonato Estadual: 2007
- Campeonato Estadual de Inverno: 2010, 2011 e 2012
- Campeonato Estadual de Verão: 2008, 2010, 2011 e 2012

## Patinação
- Campeonato Estadual: 1962, 1994, 1995
- Jogos Infantis: 1963 (masculino), 1963 (feminino), 1965 (feminino), 1966 (feminino)

## Pelota basca
- Campeonato Estadual: 1946

## Pólo aquático
- Campeonato Brasileiro Feminino (Troféu Olga Pincirolli): 2010, 2015, 2016, 2017 e 2018
- Campeonato Brasileiro Masculino: 1994
- Campeonato Sul-Americano Masculino: 1993
- Troféu João Havelange Masculino: 1994
- Troféu Brasil: 1985, 1986, 1987, 1988 e 1993
- Troféu Brasil Feminino: 1987, 1991 e 2011
- Torneio do Rio de Janeiro Feminino: 1987, 1988, 1989, 1990, 1991, 1992, 1993, 1994 e 1995
- Campeonato Estadual Masculino: 1985, 1986, 1987, 1988, 1989, 1990, 1991, 1992 e 1993
- Campeonato Estadual Feminino: 2002 e 2006
- Troféu Challenge Carlos Castelo Branco: 1917
- Campeonato Carioca (2º Quadro): 1923, 1924, 1927, 1930 e 1931
- Campeonato Carioca (3º Quadro): 1925
- Troféu Carlos Mamede: 1930
- Torneio de Classificação: 1931
- Campeonato da 2ª Divisão do Rio de Janeiro: 1932
- Torneio Relâmpago do Rio de Janeiro: 1936
- Torneio Início do Rio de Janeiro: 1936
- Torneio Início da 2ª Divisão do Rio de Janeiro: 1936
- Copa Porto Gallo: 1989
- Copa Skol Masculino: 1989
- Taça 90 Anos de Glória: 1985
- Ranking Nacional: 2011, 2012 e 2013

### Outras categorias
Infantil
- Campeonato Carioca: 1921
- Festival Brasileiro da CBDA: 2003
- I Festival Estadual Masculino: 2005
- Campeonato Estadual Masculino: 2010 e 2011 (Inverno)
- Taça Brasil Masculino: 2011 e 2014
- Taça Brasil Feminino: 2011
- Festival Infantil: 2011
- Campeonato Brasileiro Feminino: 2013

Infanto-juvenil
- Copa Brasil Masculino: 2003, 2004, 2005, 2010, 2012 e 2013
- Campeonato Brasileiro Masculino: 2004 e 2005
- Taça Brasil Masculino: 2010, 2012 e 2013
- Campeonato Estadual Masculino: 2003, 2004, 2005 e 2011
- Torneio Estadual Masculino: 2011

Júnior
- Campeonato Brasileiro: 1997
- Campeonato Brasileiro Feminino: 2005, 2008, 2009 e 2011
- Campeonato Brasileiro Masculino: 2006, 2009 e 2011
- Copa Brasil Masculino: 2012
- Campeonato Estadual Masculino: 1991, 1997, 2006, 2007, 2012 e 2014
- Campeonato Estadual Feminino: 2006 e 2010
- Torneio Extra do Rio de Janeiro: 1998
- Torneio Início Feminino: 2011
- Copa Brasil Feminino: 2013 e 2014

Juvenil
- Campeonato Brasileiro Masculino: 2002, 2005, 2007 e 2010
- Campeonato Brasileiro Feminino: 2004, 2012 e 2013
- Campeonato Estadual Feminino: 2003, 2005 e 2009
- Campeonato Estadual Masculino: 2004, 2006, 2012 e 2014
- Copa do Brasil Masculino: 2006
- Taça Brasil Feminino: 2009, 2011 e 2012
- Taça Brasil Masculino: 2009, 2010 e 2011
- Campeonato Carioca: 1921 e 1927

Infantil B (extinta)
- Torneio Infantil B: 1982

Mirim
- Torneio Estadual Masculino: 2011

Sênior
- Campeonato Estadual Feminino: 2007

## Pugilismo
- Campeonato Carioca: 1939, 1942, 1943, 1944, 1945, 1946

## Remo
- Campeonato Brasileiro (unificado): 2010, 2011, 2015 (barcos curtos), 2018 (barcos curtos) e 2019 (barcos curtos)
- Troféu Brasil Masculino (9 títulos): 1978, 1980, 1982, 1983, 1985, 1989, 1991, 1995, 1996
- Troféu Brasil de Barcos Leves: 1997 e 2005
- Troféu Brasil Feminino: 2000 e 2004
- Campeonato Brasileiro In Door: 2010
- Campeonato Estadual Masculino (47 títulos): 1916, 1917, 1920, 1933, 1935 a 1937, 1940 a 1943, 1963, 1965 a 1969, 1971 a 1981, 1983 a 1997, 2003, 2004, 2006, 2007, 2009, 2010, 2011, 2012 e 2019
- Campeão Carioca Individual de Remo (9 títulos): 1919, 1920 e 1921 (com Arnaldo Voigt), 1923 (com Hugo Bastier), 1931 e 1932 (com Engole Garfo), 1962, 1963 e 1964 (com Getúlio Brasil Nunes)
- Campeonato Estadual Feminino (12 títulos): 1994 a 1997, 2000 a 2004, 2006, 2008 e 2009
- Regata Fita Azul (10 títulos): 1966, 1967, 1980 a 1987
- Campeonato Náutico do Brasil: 1898 (primeira vitória do Flamengo no Remo)
- Regata União de Regatas Fluminense: 1899
- Regata 11 de Junho: 1899
- Regata do IV Centenário da Descoberta do Brasil (Troféu Jarra Tropon): 1900
- Regata 13 de Maio: 1900
- Regata Álvares Cabral: 1900
- Regata do Campeonato Náutico: 1900
- Taça Salutaris: 1901
- Regata do Conselho Superior de Regatas: 1901
- Regata Henrique Blater: 1901
- Regata C.R. Botafogo: 1901 e 1930
- Regata Armada Nacional: 1901
- Regata Almirante Barroso: 1901 e  1926
- Regata Francisco Cardoso Laport: 1902
- Regata Arturo Prat: 1902
- Regata Comandante Simpson: 1902
- Regata Sport Náutico: 1902
- Regata Vasco da Gama: 1904
- Taça Sul-América: 1905
- Regata Imprensa Fluminense: 1905
- Regata Henrique Jacutinga: 1905
- Regata Afonso Pimenta Veloso: 1906
- Regata Dr. Nilo Peçanha: 1906, 1917 e 1918
- Regata 15 de Dezembro: 1906
- Regata Conselho Municipal: 1906
- Regata Clube Internacional de Regatas: 1906, 1909 e 1916
- Regata Lucas Sá: 1906
- Regata Coronel José Ferreira de Aguiar: 1906 e 1907
- Regata Prova Clássica Jardim Botânico: 1907, 1911, 1912 e 1922
- Regata Conselho Municipal: 1907 e 1908
- Regata Prefeitura Municipal: 1908
- Regata C.R. São Cristóvão: 1908
- Regata Dr. Francisco Pereira Passos: 1909 e 1910
- Regata Almirante Alexandrino de Alencar: 1909, 1918 e 1926
- Regata C.R. Flamengo: 1909, 1915e  1930
- Regata Prefeitura do Distrito Federal: 1909, 1918, 1933 a 1937 e 1939
- Regata Federação Brasileira das Sociedades de Remo: 1911, 1919, 1920, 1921, 1926, 1928, 1929 e 1930
- Regata Ernesto Curvell Júnior: 1911
- Regata Almirante Belfort Duarte: 1912
- Regata Sociedades Federadas: 1913
- Regata Centro de Cronistas Esportivos: 1913
- Regata Felisberto Cardoso Laport: 1913
- Prova Clássica América do Sul: 1914 e 1920
- Regata Major Carloús Frederico de Oliveira: 1914
- Regata General Bento Ribeiro: 1914
- Regata Liga Metropolitana de Sports Athléticos: 1914
- Regata Luís Viana: 1914
- Prova Clássica Conselho Municipal: 1915 e 1919
- Prova Clássica Júlio Furtado: 1915, 1919, 1921 e 1926
- Regata C.R. Guanabara: 1915 e 1930
- Regata 5 de Julho: 1915
- Renata Comandante Midosi: 1915
- Regata C.R. Boqueirão do Passeio: 1916 e 1919
- Regata Campeonato do Rio de Janeiro: 1916, 1917 e 1920
- Regata Artur Augusto Ferreira: 1916
- Regata Liga Militar de Futebol: 1917
- Regata José Pimenta de Melo Filho: 1917
- Regata Carlos Leclerc Castelo Branco: 1917
- Regata Antônio Mucury Costa: 1919
- Regata Dr. Paulo de Frontin: 1919
- Regata Campeonato do Remador do Rio de Janeiro: 1919, 1920 e 1921
- Prova Clássica Pereira Passos: 1920, 1923, 1930, 1934, 1936, 1937, 1944 e 1950
- Regata Tenente Irineu Ramos Gomes: 1920
- Regata Coronel Antônio Augusto de Araújo: 1920
- Regata Aníbal Artur Peixoto: 1920
- Regata Dr. Carlos Sampaio: 1920
- Regata Confederação Brasileira das Sociedades de Remo: 1920
- Regata Benedito Montenegro: 1921
- Regata Dr. Henrique Coelho: 1922
- Regata Tiradentes: 1922
- Regata José Bonifácio de Andrada e Silva: 1922
- Regata D. Pedro I: 1922
- Regata Liga de Esporte de Exército: 1922
- Regata 15 de Novembro de 1895: 1922
- Regata Campeonato de Remo do Rio de Janeiro: 1923
- Regata Presidente Obrigon: 1923
- Regata Rei Vitório Emmanuelle: 1923
- Regata Dr. Alaor Prata: 1924
- Regata C.R. Gragoatá: 1924, 1930
- Prova Clássica Presidente Arthur Bernardes: 1925
- Regata Dr. Artur da Silva Bernardes: 1925
- Regata Câmara Municipal de Niterói: 1926
- Regata Dr. Feliciano Sodré: 1926
- Regata Almirante Tamandaré: 1926
- Regata Celso da Silva Mafra: 1926
- Regata Associação Fluminense de Sports Athléticos: 1926
- Regata Arnaldo Voigt: 1926
- Regata C.R. Santista: 1927
- Regata Federação Paranaense de Sports Náuticos: 1927
- Regata Dr. Antonio Prado Júnior: 1927, 1928 e 1930
- Regata Dr. Washington Luiz: 1928
- Regata Campeões Vascaínos: 1928
- Regata João Segadas Viana: 1928
- Regata Roberto Schalders: 1929
- Regata Dr. Renato Pacheco: 1929
- Prova Clássica Comandante Midosi: 1930, 1936 e 1950
- Regata Clube de Natação e Regatas: 1930
- Regata Rio Sailing Club: 1930
- Regata O Jornal: 1930
- Regata Dr. Luís Couto: 1930
- Prova Clássica Estados Unidos do Brasil: 1931 e 1932
- Prova Clássica Antunes de Figueiredo: 1931, 1932 e 1933
- Prova Clássica Prefeitura do Distrito Federal (6 títulos): 1933, 1934, 1935, 1936, 1937 e 1939
- Prova Clássica Montevidéu Rowing Club: 1936
- Prova Clássica Marinha Mercante Brasileira: 1938, 1939 e 1945
- Prova Clássica Dr. Luiz Aranha: 1943 e 1944
- Prova Clássica General Firmo Freire: 1944 e 1945
- Regata Prova Clássica Joaquim Pereira Salgado Filho: 1945
- Prova Clássica Prefeitura Municipal de Niterói: 1945 e 1955
- Regata Dr. Henrique Dodsworth: 1946 e 1949
- Regata Quinze de Novembro: 1947
- Regata Prova Clássica General Eurico Gaspar Dutra: 1947
- Regata Comandante Ernani do Amaral Peixoto: 1948
- Regata Companhia de Seguros Indenizadora: 1948
- Regata Prova Clássica Presidente Getúlio Vargas: 1949
- Regata Riachuelo: 1949
- Regata Imprensa Carioca: 1950
- Regata Comandante Irineu Ramos Gomes: 1951 e 1952
- Campeonato da Cidade do Rio de Janeiro: 1963 e 1966
- Prova Marinha do Brasil: 1963
- Torneio IV Centenário da Cidade do Rio de Janeiro: 1965
- Torneio Rio-São Paulo: 1967
- Taça Roberto A. Santos: 1967
- Sesquicentenário da Independência do Brasil: 1972
- Taça Eficiência: 1976, 2005, 2006
- Desafio Coca-Cola de Remo): 1993
- Regata de Rio das Ostras: 2004
- III Maratona de Remo de Vitória (ES): 2007
- VIII Circuito Poder Marítimo: 2008
- VIII Regata Batalha Naval do Riachuelo: 2008 e 2009
- Regata 200 Anos do Corpo de Fuzileiros Navais: 2008

### Outras categorias
- Troféu Brasil (Sênior B): 1999 e 2000
- Troféu Brasil (Júnior): 1999 e 2000
- Troféu Brasil (Máster): 2001
- Troféu Brasil (Peso Leve): 2005
- Campeonato Brasileiro (Máster): 1990
- Campeonato Sul-Americano Feminino (Máster): 2005
- Encontro Sul-Americano (oito com) Feminino (Máster): 2006
- Campeonato Carioca (Júnior): 1928, 1931, 1932, 1976, 1986 a 1994, 1999 e 2000
- Campeonato Carioca (Novíssimos): 1953, 1986, 1987 e 1988
- Campeonato Carioca (Aspirantes): 1976, 1977, 1986, 1987 e 1988
- Campeonato Carioca (Infantil): 1986, 1987, 1989, 1990, 1993, 1996, 1997, 2003, 2005 e 2007
- Campeonato Carioca (Estreantes): 1986 a 1991, 1994, 2004, 2005 e 2006
- Campeonato Carioca (Sênior): 1986, 1987 e 1988
- Campeonato Carioca (Infanto-juvenil): 1987, 1989, 1990, 1996 e 1997
- Campeonato Carioca (Peso Leve): 1989, 1992 a 1997, 2004, 2005, 2006 e 2008
- Campeonato Carioca (Sênior A): 1989 a 1996
- Campeonato Carioca (Sênior B): 1989 a 1995, 1997, 2000, 2003 e 2009
- Campeonato Carioca (Juvenil): 1992, 1993
- Campeonato Carioca (Máster): 1999, 2000, 2005 a 2008
- Campeonato Carioca (Júnior A): 2003, 2006 e 2007
- Campeonato Carioca (Júnior B): 2004 a 2009
- Prova Clássica América do Sul (Júnior): 1914
- Prova Clássica Júlio Furtado (Júnior): 1915, 1919 e 1921
- Prova Clássica Pereira Passos (Júnior): 1920 e 1923
- Prova Clássica Montevidéu Rowing Club (Novíssimos): 1936
- Prova Clássica Marinha Mercante Brasileira (Novíssimos): 1938 e 1939
- Prova Clássica Dr. Luiz Aranha (Novíssimos): 1943
- Prova Clássica Firmo Freire (Estreantes): 1944
- XVI Torneio de Másters Interclubes: 1997
- Taça dos 100 anos da Federação Carioca de Remo: 1997
- Regata Remo do Futuro: 1998, 2001, 2004, 2007 a 2009
- Regata Comemorativa Internacional Cidade do México: 1999
- Copa Sul-Sudeste (Júnior): 2000
- Regata da Escola Naval: 2003 a 2007, 2009

## Showbol
- Campeonato Brasileiro: 2009, 2010, 2012 e 2013
- Torneio Rio-São Paulo: 2010 e 2012
- Campeonato Carioca: 2010, 2011 e 2012

## Tênis
- Etapa Bolívia do Campeonato Sul-Americano: 1999
- Etapas de Brasília, Salvador e Alagoas do Campeonato Brasileiro: 1999
- Campeonato Carioca de equipes: 1916, 1917, 1918, 1976, 1977, 1978 e 1979
- Challenge Sydney Pullen: 1921
- Taça A.A. Caçapavense: 1922
- Torneio Intermediário do Rio de Janeiro: 1923, 1926, 1927, 1929 e 1931
- Challenge C.A. Paulistano: 1924
- Taça Sportiva Guaratinguetá: 1928
- Campeonato Carioca (Masculino): 1946
- Jogos da Primavera (Feminino): 1952
- Taça Armando Siqueira: 1965
- Campeonato Brasileiro: 1975, 1986
- Campeonato Carioca de Primeira Classe (3 títulos): 1980, 1981 e 1982
- I Torneio Unitrel do C.R. Flamengo: 1997

### Outras categorias
Estreantes (extinta)
- Campeonato Carioca (4 títulos): 1966, 1967, 1968 e 1969

Infantil
- Jogos Infantis (Masculino): 1954
- Jogos Infantis (Feminino): 1954
- Jogos Infantis (Geral): 1965

Júnior
- Ilha Open: 1997
- Novo Rio Open: 1997
- 3ª etapa do Circuito Rio: 1997

Juvenil
- Ilha Open: 1997
- 1ª etapa do Circuito Carioca: 1997
- Campeonato Carioca: 1997

Categoria 19/21 anos
- VIII PAC Infanto Juvenil: 1998 (Maurício Neto)
- Campeonato Carioca: 1997

Categoria 17/18 anos
- Campeonato Carioca: 1993 (Alexandro Vidigal)
- Fla-Open: 1996 (Daniel Wajnberg)
- 12ª etapa do Circuito Estadual: 1996 (Daniel Wajnberg)

Categoria 15/16 anos
- III Caranguejo Bowl (SE): 1998 (Bruno Marsillac)

Categoria 13/14 anos
- Etapa 2 do Circuito Rio Feminino: 1997 (Tatiana Tamburini)
- Frevo Bowl Individual: 1998 (Luís Alberto Lema)
- Frevo Bowl de Duplas: 1998 (Luís Alberto Lema e Bruno Wickbold)
- IV Ilha Open-Copa Comodoro José Moraes: 1998 (Luiz Lema)
- Sul-Americano (Pascuas Bowl): 1998 (Bruno Lapoli)
- III Caranguejo Bowl de 1998 (Bruno Wickbold)
- I Clube de Aeronáutica Open de Tênis (Copa Brigadeiro Nero Moura): 1998 (Bruno Wickbold)
- VIII PAC Infanto Juvenil: 1998 (Luís Alberto Lema)
- II IBEU Tenis Cup: 1998 (Luís Alberto Lema)
- V Praia Open (Uberlândia) de Duplas: 1998 (Bruno Wickbold e Luís Alberto Lema)
- Floripac de Duplas: 1998 (Luís Alberto Lema e Bruno Wickbold)
- Tijuca Open: 1998 (Tatiana Tamburini)
- I Unimed Aracaju Open: 1998 (Bruno Wickbold)
- III Copa Cidade de Campos: 1998 (Bruno Wickbold)
- III Teresópolis Open: 1998 (Luís Alberto Lema)
- III Fla Open: 1998 (Luís Alberto Lema)
- XII Circuito Estadual  1998 (Tatiana Tamburini)
- II Copa Carlos Alberto de C. Melo: 1998 (Tatiana Tamburini)
- III Vasco da Gama Tenis Open: 1998 (Bruno Wickbold)
- I Volta Redonda Open: 1998 (Tatiana Tamburini)
- III Flu Open Infanto-juvenil: 1998 (Luís Alberto Lema)
- IV Marina Tenis Open: 1998 (Bruno Wickbold)
- IV Marina Tenis Open: 1998 (Tatiana Tamburini)
- I Open Cidade Maravilhosa: 1998 (Luiz Alberto Lema)
- I Open Cidade Maravilhosa: 1998 (Tatiana Tamburini)
- IV Teresópolis Golf Club: 1999 (Felipe Fingerl)

Categoria 11/12 anos
- Campeonato Carioca: 1995 (Bruno Lapoli)
- Fla-Open: 1996 (Luís Alberto Lema)
- 12ª etapa do Circuito Estadual: 1996 (Luís Alberto Lema)
- III Copa Cidade de Campos: 1998 (Hugo Simões)
- III Teresópolis Open: 1998 (Hugo Simões)

Categoria de 10 anos (mista)
- Campeonato Carioca: 1993 e 1994 (Bruno Lapoli)

## Tênis de mesa
- Campeonato Carioca: 1946, 1947
- Jogos da Primavera: 1949, 1952, 1962
- Jogos Infantis: 1965, 1966, 1968

## Tiro desportivo
- Campeonato Mundial de Silhoueta Metálica 100m: 1999
- Campeonato Metropolitano: 1952
- Campeonato Estadual de Carabina Maravilhis: 1986
- Campeonato Brasileiro de Tiro Mexicano: 1986
- Campeonato Carioca: 1986 e 1987
- Jogos Infantis: 1963

## Vela
- Jogos Infantis: 1963, 1964

## Voleibol

### Masculino
- Liga Nacional (Masculino): 2003
- Campeonato Estadual (Masculino): 1949, 1951, 1953, 1955, 1959, 1960, 1961, 1977, 1987, 1988, 1989, 1991, 1992, 1993, 1994, 1995, 1996, 2005, 2014
- 2ª Divisão do Rio de Janeiro (Masculino): 1940 e 1953
- Troféu dos Campeões Brasileiros (Masculino): 1952
- Estadual de 2º Quadro (Masculino): 1953, 1954, 1955, 1956, 1959, 1960 e 1961
- Campeonato Municipal (Masculino): 1992, 1993 e 1996
- Copa Sudeste (Masculino): 1993
- Campeonato Inter Regional (Masculino): 1995, 2005, 2006, 2007
- Copa Rio (Masculino): 2005, 2006 e 2007

### Feminino
- Campeonato Sul-Americano de Clubes (Feminino): 1981
- Campeonato Brasileiro (Feminino): 1978, 1980, 2000/2001
- Campeonato Brasileiro Interclubes (Feminino): 1955
- Superliga Brasileira - Série C: 2018
- Campeonato Estadual (Feminino): 1938, 1951, 1952, 1954, 1955, 1978, 1979, 1981, 1984
- Torneio Tabajuca (Feminino): 1949, 1952, 1953
- Torneio da Cidade do Rio de Janeiro (Feminino): 1950
- Torneio Clube Municipal (Feminino): 1950
- Jogos da Primavera (Feminino): 1951, 1953, 1954, 1955
- Torneio do Club Central de Niterói (Feminino): 1952
- Estadual de 2º Quadro (Feminino): 1952, 1953, 1956, 1957 e 1960
- 2ª Divisão do Rio de Janeiro (Feminino): 1953
- Torneio Início (Feminino): 1955, 1961
- Taça Disciplina (Feminino): 1973 e 1974
- Campeonato Municipal (Feminino): 1996
- Campeonato Inter Regional (Feminino): 2005

### Outras categorias
Aspirantes (extinta)
- Campeonato Estadual Masculino: 1961 e 1976
- Campeonato Estadual Feminino: 1977

Infantil
- Jogos Infantis: 1954
- Jogos Infantis Feminino: 1963
- Jogos Infantis Masculino: 1964
- Estadual Masculino: 1985, 1990, 1998, 2006, 2008
- Estadual Feminino: 1963, 1964, 1973, 1975, 1976, 1977, 1978, 1999, 2001, 2002, 2009
- Torneio de Apresentação Masculino: 1974
- Torneio de Apresentação Feminino: 1976
- II Torneio Infantil Feminino: 1991
- Torneio Início Masculino: 1998, 2001, 2006, 2009
- Torneio Início Feminino: 2000, 2001, 2002, 2004
- Copa Rio Feminino: 1999
- Campeonato Municipal Feminino: 2002, 2003
- Copa Rio Masculino: 2006
- Copa Minas TC Feminino: 2011

Infanto-juvenil
- Estadual Feminino: 1964, 1974, 1975, 1976, 1978, 1979, 1997, 1998, 1999, 2000, 2002, 2006, 2010
- Estadual Masculino: 1987, 1988, 1989, 1994, 1995, 1996, 1998, 1999, 2000, 2003, 2005, 2007, 2009, 2010, 2011
- Torneio de Apresentação Feminino: 1974 e 1975
- I Torneio Infanto Juvenil Feminino: 1991
- Torneio Início Masculino: 1996, 1998, 1999, 2000, 2002, 2006, 2013
- Torneio Início Feminino: 1997, 1999, 2000, 2002, 2004, 2010
- Copa Rio Feminino: 1997, 1998 e 1999
- Copa Rio Masculino: 2000
- Campeonato Municipal Feminino: 2002, 2003
- Campeonato Inter-Regional Masculino: 2004 e 2005
- Copa Minas Tênis Club (Feminino): 2012, 2013

Júnior
- Estadual Masculino: 1997 e 1998

Juvenil
- Estadual Masculino: 1947, 1950, 1956, 1957, 1959, 1960, 1974, 1975, 1987, 1988, 1989, 1990, 1991, 1992, 1993, 2003, 2005, 2006, 2012, 2013
- Estadual Feminino: 1964, 1975, 1976, 1977, 1978, 1979, 1980, 1981, 1982, 1990, 1994, 1998, 2001 e 2002
- Torneio da Cidade do Rio de Janeiro Masculino: 1948
- Torneio Apresentação Masculino: 1960 e 1975
- Estadual Masculino de Segundos Quadros: 1960
- I Torneio Masculino: 1991
- Torneio Início Masculino: 1996, 1997, 1999, 2004, 2006, 2009, 2012
- Torneio Início Feminino: 1997, 1998, 2000, 2001 e 2002
- Campeonato Inter-Regional Feminino: 1996
- Campeonato Inter-Regional Masculino: 2005
- Copa Rio Feminino: 2000
- Campeonato Municipal Feminino: 2001 e 2002

Master
- Campeonato Brasileiro Feminino (+45): 2004 e 2007

Mirim
- Estadual Feminino: 1974, 1975, 1977, 1981, 1984, 1996, 1998, 2002, 2005
- Estadual Masculino: 1974, 2007, 2009, 2013
- Torneio de Apresentação Feminino: 1974
- Torneio de Apresentação Masculino: 1974
- I Torneio (Categoria 12 anos) Masculino: 1991
- I Torneio (Categoria 13 anos) Masculino: 1991
- I Torneio Feminino: 1991
- Torneio Início Feminino: 1997
- Torneio Início Masculino: 2004, 2007, 2009
- Campeonato Municipal Feminino: 2002
- Campeonato Inter-Regional Feminino: 2005
- Taça Paraná (Masculino): 2013

Pré-Mirim
- Campeonato Estadual (Masculino): 2009, 2010
- Campeonato Estadual (Feminino): 2009, 2013

## Xadrez
- Campeonato Brasileiro (individual com Mequinho): 1965, 1967
- Campeonato Carioca Classe A: 1984, 1986
- Campeonato Carioca Classe B: 1974, 1977, 1983, 1988
- Campeonato Carioca Classe C: 1974, 1977, 1978, 1982, 1989
- Jogos Infantis: 1963, 1964, 1967